# Amfiklia-Elatia
Amfiklia-Elatia (gr. Δήμος Αμφίκλειας-Ελάτειας, Dimos Amfiklias-Elatias) – gmina w Grecji, w administracji zdecentralizowanej Tesalia-Grecja Środkowa, w regionie Grecja Środkowa, w jednostce regionalnej Ftiotyda. W 2011 roku liczyła 10 922 mieszkańców. Powstała 1 stycznia 2011 roku w wyniku połączenia dotychczasowych gmin: Amfiklia, Elatia i Titorea. Siedzibą gminy jest Kato Titorea.